# جامعة ناميبيا
جامعة ناميبيا (UNAM), هي أكبر جامعات البلد، تم أنشاؤها بمرسوم برلماني في 31 أوت 1992

## الكليات
الجامعة تتشكل من الكليات والمدارس التالية:
- كلية الزراعة والموارد الطبيعية
- كلية الأقتصاد والتسيير
- كلية التربية
- كلية ويندهوك للتعليم
- كلية العلوم الإنسانية والأجتماعية
- كلية الحقوق
- مدرسة الطب
- كلية العلوم
- كلية الهندسة والمعلومات
- كلية التمريض
- كلية الصيدلة
- كلية الصحة العامة
- مركز ما بعد التدرج

## رياضة
طلبة الجامعة منخرطون في العديد من النشاطات الرياضية، فريق جامعة ناميبيا لكرة القدم (UNAM FC) يلعب في دوري الدرجة الأولى الناميبي, فريق جامعة ناميبيا لكرة السلة، وفريق جامعة ناميبيا للهوكي يحوزان على العديد من ا لبطولات الناميبية.

## المكانة الأكاديمية
في اخر عشر سنين كانت الجامعة دائما ضمن قائمة أفضل المؤسسات الجامعية في أفريقيا، وتعتبر من أفضل جامعات القارة.
كذلك فأن الجامعة هي المؤسسة الوحيدة في العالم التي تمنح الدكتوراة في لغة ناما.
كذلك فقد عانت الجامعة من فضائح اخلاقية مست بسمعة أعضاء من هيئة التدريس.

## وصلات خارجية
الموقع الرسمي للجامعة